# Salmagundi
Salmagundi (nach frz. salmagondis) ist eine in Großbritannien und den USA verwendete Bezeichnung für ein Gericht der Kalten Küche, das nach allgemeiner Auffassung vor allem aus Fleisch, Eiern und Sardellen besteht. Der Begriff kam im 17. Jahrhundert in England auf und wurde aus Frankreich übernommen. Die Schreibweise war von Anfang an sehr uneinheitlich und wurde häufig zu Solomon Gundy korrumpiert.
Eine feste Rezeptur für dieses Gericht existiert nicht; tatsächlich wird das Wort in der englischen Sprache im übertragenen Sinn auch im Sinn von „Allerlei, bunte Mischung“ verwendet. Im Allgemeinen ähnelt das Salmagundi einem kalt servierten Salat, der in mehreren Lagen oder auch kunstvoll nebeneinander angeordnet zahlreiche Zutaten verschiedenster Geschmacksrichtungen enthält. Neben Salat werden weitere Gemüsesorten, frisch oder als Sauerkonserve, Fleisch, Geflügel und Fisch sowie gekochte Eier verwendet; ältere Rezepte sehen auch Nüsse und essbare Blüten vor. Die Zutaten werden bei Tisch mit Essig oder Zitronensaft und Öl beträufelt und auf dem Teller vermengt.